# Bettina Heinen-Ayech
Bettina Heinen-Ayech (née le 3 septembre 1937 à Solingen et morte le 7 juin 2020 à Munich) est une artiste-peintre allemande. Elle est connue pour ses paysages d’Algérie.

## Biographie
Bettina Heinen-Ayech est la fille du journaliste, dramaturge et poète Hanns Heinen (1895-1961), et de Erna Steinhoff (1898-1969), qui tenait à Solingen un salon littéraire.  Bettina a deux frères et une sœur. Elle grandit dans une maison ouverte aux artistes, qu'elle utilisera plus tard comme atelier durant ses séjours en Allemagne,.
Pendant la Seconde Guerre mondiale, la petite fille est évacuée à partir de 1942 avec sa mère et sa sœur dans un petit village Bavarois de l`Allgäu, à Kreuzthal - Eisenbach, près d’Isny. Le peintre anti nazi – Erwin Bowien (1899-1972) – qui s´y était réfugié également – y découvre le talent de la petite Bettina. C´est à partir de ce moment, que commence l´éducation artistique de la jeune fille, qui deviendra par la suite la disciple principale d´Erwin Bowien qui restera son mentor jusqu’à sa mort.  À partir de 1954, elle fréquenté les écoles de Arts appliquées de Cologne dans la classe de peinture monumentale du professeur Otto Gerster. En 1955, elle  tient sa première exposition individuelle dans le « Kursaal » de Bad Homburg. Elle y est découverte par la célèbre galeriste de Francfort, Mme Hanna Bekker von Rath.  Des œuvres de Bettina Heinen, alors âgée de 18 ans, figurent dans l’exposition internationale « L´art allemand d’aujourd’hui (1955/56) », aux côtés d’œuvres de Karl Schmidt-Rottluff, Paul Klee, Max Beckmann, Max Ernst, Ernst Ludwig Kirchner et Käthe Kollwitz, lors d’une tournée à travers l’Amérique du Sud, l’Afrique et l’Asie. Schmidt-Rottluff se lie d´amitié avec la jeune artiste et lui écrit : « Bettina, reste fidèle à toi ! »,
En 1957 elle poursuit ces études chez le professeur Hermann Kaspar à l’Académie des Beaux-Arts de Munich. À partir de 1958, elle étudie à l’Académie royale danoise des Beaux-Arts de Copenhague. Durant les années 50. et 60. elle entreprend de grands voyages d´études et de peinture avec Erwin Bowien qui la mèneront annuellement à Paris, au Tessin en suisse, en Norvège où elle fait l´acquisition d´une cabane au pied du massif dit des « Sept Sœurs » sur l’Isle d´Alsten en Norvège du nord. . En 1959 et 1962, Bettina bénéficie des bourses du ministère de la culture de Rhénanie-du-Nord-Westphalie. En 1962, Bettina fait son premier voyage en Afrique du Nord, en étant invitée au Caire par l’Institut culturel allemand,
En 1960, à Paris, elle fait la connaissance de son futur mari, Abdelhamid Ayech (1926-2010), originaire de Guelma en Algérie, qu´elle rencontre au jardin du Luxembourg, lors d´une séance de peinture. Peu après l´indépendance de l´ Algérie, en février 1963, la famille s’installe à Guelma, Dans les décennies qui suivent, Bettina Heinen-Ayech fait la navette entre Solingen en Allemagne et Guelma en Algérie, où elle devint une apparition très connue, toujours à la recherche de nouveau motifs dans son petit atelier roulant, « un véhicule naguère né R4 »,

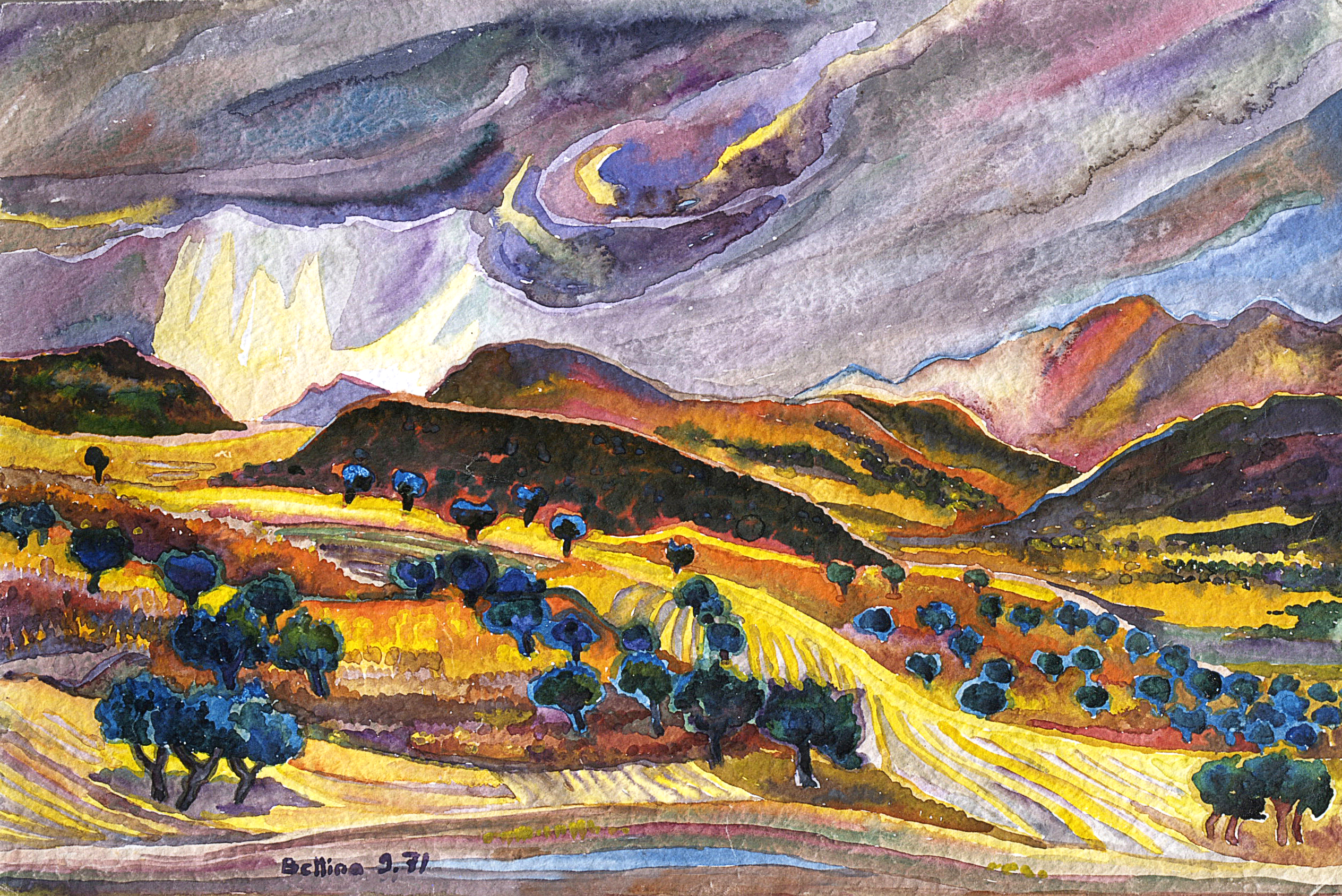
Orage d'été en Algérie en 1974

En 1968, les premières œuvres de Bettina Heinen-Ayech sont acquis par le Musée National des Beaux-Arts d’Alger que dirige Jean de Maisonseul et le Grand Prix de la ville d’Alger lui est décerné en 1976. La même année, elle fonde – en mémoire de son maitre défunt – le cercle des amis d´Erwin Bowien s.e. (Bowien est décédé en 1972). En 1992, une rétrospective de 120 de ses tableaux est organisée au Musée National des beaux-arts d’Alger.
En 1993, elle reçoit le prix de la culture de la Fondation Baden de Solingen qui lui est remis par le maire de la ville lors d´une grande cérémonie au théâtre municipal de Solingen. En 2004, une deuxième grande rétrospective se tient au Musée national des Beaux Arts d´Alger.
En 2006, elle est à nouveau honorée par le Ministère de la Culture à Alger.
En 2012, elle retourne pour la première fois après la Guerre dans le petit village de Kreuzthal -Eisenbach en Bavière sur les trâces de son enfance accompagnée par une équipe de la télévision Bavaroise qui en fait un documentaire.
Jusqu’en 2020, les œuvres de Bettina Heinen-Ayech sont exposées dans plus de 100 expositions individuelles et de nombreuses expositions collectives en Europe, en Afrique du Nord et au Moyen-Orient. Son prénom « Bettina » s’est établi comme son nom d´artiste avec lequel elle signe ses œuvres.
La vie et l’œuvre de Bettina Heinen-Ayech ont été présentées dans de nombreux livres et des films.
Bettina Heinen-Ayech est décédée à Munich le 7 juin 2020 à l’âge de 82 ans.
En novembre 2020, une plaque commémorative a été apposée sur sa maison natale à Solingen.

## Films
- Hassen Bouabdellah: Bettina Heinen-Ayech: Lettre à Erwin Bowien. Visualis Production, Alger, 1992. Sélection officielle du film sur l´art. Montréal 1993.
- Boualem Aissaoui: Bettina Heinen-Ayech, Hymne à la nature.CYM Audiovisuel, Alger 2002.
- Georg Bayerle: Fluchtpunkt im Allgäu - Die Kunst der Erinnerung. Erwin Bowien im Kreuzthal. Bayerischer rundfunk. Munich, 2015.
- WDR: Bettina Heinen-Ayech - die Algerien-Malerin aus Solingen, 2017.